# Santi Ansovino e Girolamo
I Santi Ansovino e Girolamo sono un dipinto a tempera e oro su tavola (2187x71 cm, misure originali circa 217x71) di Carlo Crivelli, databile a dopo il 1490 circa e conservato nelle Gallerie dell'Accademia di Venezia. È lo scomparto destro del Polittico del Duomo di Camerino; nello stesso museo si trova anche quello sinistro, i Santi Pietro e Paolo.

## Storia
Il contratto di allogazione a Carlo Crivelli di un polittico per l'altare centrale della cattedrale di Camerino è datato 10 maggio 1488; in esso sono riportate le misure di 10 piedi (3,4 metri) di larghezza per 13 o 14 piedi (4,7 metri) di altezza. La firma sulla pala centrale mostra come l'artista appose con orgoglio il titolo di "eques laureatus", ovvero cavaliere, ottenuto nel 1490 da Ferdinando d'Aragona, quindi il completamento dell'opera è sicuramente successivo.
Sulle vicende storiche attraversate di tale complessa macchina d'altare poco si conosce; documenti presenti nella Curia di Camerino attestano che nel XVIII secolo, l'opera non fosse più sull'altare, e che parti di essa erano verosimilmente state sistemate sulla controfacciata della chiesa. Quando la chiesa fu distrutta da terremoto del 1799 il dipinto fu danneggiato e, con molti altri della zona, venne ricoverato nella chiesa di San Domenico. Qui i commissari napoleonici prelevarono l'opera per portarla al nascente museo di Brera, a Milano. Si sa che pervenne nel museo la parte centrale, la cosiddetta Madonna della Candeletta e i Santi Ansovino e Girolamo, inventariati rispettivamente coi numeri 713, 714. Il pannello coi santi fu poi oggetto di uno scambio con le Gallerie di Venezia e, in seguito, qui si ricongiunse con un altro pannello del dipinto, i Santi Pietro e Paolo, arrivato per altre strade.

## Descrizione e stile
Nel pannello laterale di sinistra sono raffigurati i santi Pietro e Paolo impegnati in una sacra conversazione (con la figura di Pietro che è perduta per circa metà della sua superficie pittorica); in quello di destra trovano posto l'elegante immagine di Sant'Ansovino (già vescovo di Camerino nel IX secolo e patrono della città) e la severa figura di San Girolamo ricoperta da un ampio mantello rosso, con in mano il modello della chiesa e con ai piedi un leone che pare uscito da una insegna araldica. Sul significato simbolico della scelta nei due pannelli laterali maggiori della duplice coppia di santi, si è osservato che mentre Pietro e Paolo simboleggiano la gerarchia ecclesiastica istituzionalizzata, Ansovino vescovo e Girolamo rappresentano la dottrina della chiesa cui affidarsi nella gestione delle questioni pastorali; si tratta dunque di temi iconografici pertinenti alla collocazione dell'opera nel duomo della città. Ansovino comunque non ha attribuiti, ed è stato interpretato anche come sant'Agostino, sant'Ambrogio o san Gregorio Magno. Ricca è la decorazione del piviale e della mitria del vescovo, sebbene non sorpassi lo sfarzo della Madonna della Candeletta, il pannello centrale oggi a Brera. Il gradino marmoreo sul quali i santi poggiano è perduto.
In alto si materializza un serafino, che richiama il motivo dei santi nei pilastrini.